# Jean Valery
Jean Valery (également connu comme Jean-Joseph Valéry ou comte Joseph Valery) est un homme politique, armateur et négociant français né en 1828 à Bastia (Corse) et décédé le 26 mars 1879 à Florence (Italie).
Il est le Fils de Jean Mathieu Valery, armateur, (mort à Bastia le 17 avril 1854) et de Marie Antoinette Lazzarini et le neveu Joseph Valéry, frère du précédent, conseiller général de la Corse, né à Brando dans le cap Corse et décédé en 1861, deux marins cap-corsins créateurs dès 1843 de la première compagnie de navigation à vapeur sur la ligne Continent-Corse (Cf Infra). Il est indirectement apparenté au poète et écrivain Paul Valery (1871-1945) par un cousin de son père, Barthélémy Valery (né à Bastia en 1825, Contrôleur des douanes à Cette -orthographié Sète de nos jours- et époux de Fanny Grassi, fille du consul d'Italie dans ce port)
Président de la chambre de commerce de Bastia en 1856, directeur de la compagnie des paquebots de la Méditerranée en 1861, il est consul ou vice-consul de plusieurs pays étrangers. Il est sénateur de la Corse de 1876 à 1879, inscrit au groupe bonapartiste de l'Appel au peuple.
C'est un homme d'affaires influent, qui bénéficie de liens privilégiés avec Napoléon III, lequel lui fera attribuer une forte subvention et un contrat (équivalent à l'actuelle continuité territoriale) pour le service postal et passagers de la Corse à partir de Marseille, lui permettant d'étendre un très important réseau de lignes de transport maritime (en partie subventionné) entre Marseille, La Corse, l'Italie, la Sardaigne et les colonies françaises d'Afrique du Nord.
Il reçoit de Pie IX le titre de comte romain, se faisant désormais appeler comte Joseph Valéry.
Il entretient des liens privilégiés avec le Vatican (Cf Infra naufrage du Général Abbatucci) au point de faire don en 1873 aux états pontificaux (alors fraichement envahis par les troupes de Garibaldi puis annexée au royaume d'Italie) d'un navire neuf, l'Immaculée Conception baptisé en grande cérémonie par l'évêque d'Ajaccio...mais "en même temps" il a été intronisé en 1855 maître de la loge maçonnique "la parfaite harmonie française" de Bastia (rattachée au Grand Orient de France)
Ses armoiries de comte romain (emblématiques des tours génoises du cap Corse et de son métier d'armateur ) sont :"Une tour de sinople sur champ d'azur surmontée d'une ancre entre deux étoiles d'or."
(son nom sera donné à un navire à vapeur, lancé en 1861 à Greenock, en Ecosse, sous le nom de Roi Jérôme, Rebaptisé Comte Joseph Valery en 1877, célèbre pour avoir ramené en corse la dépouille mortelle de Pascal Paoli, précédemment enterrée à l'abbaye de Westminster pour services rendus aux Anglais dont il avait pris le parti contre la France. Ce navire, âgé et mal entretenu, fera naufrage à Barcaggio en Janvier 1892 à la suite de la rupture de son arbre d'hélice) 
Il épouse en Octobre 1855 Catherine-Hortense Piccioni (fille de Sebastiano Piccioni, armateur et maire d'Ile Rousse).
Du mariage naitront une fille, Marie Antoinette, richement mariée en 1880 à Jean Casimir Gontrand de Galard, comte de Bressac de Béarn et apparenté à la lignée de Choiseul Praslin, ainsi que deux fils François Marie Valery (né en 1859, qui sera maire d' Ile Rousse) et Jean Mathieu Valery (né en 1856, épousera Mlle De Santi de Porto Rico et sera consul de France au Venezuela) .
Ce dernier, fils ainé et voué à reprendre la direction des affaires développées par ses père,grand père et grand oncle, se révèlera un incapable et un joueur compulsif fabuleusement dépensier menant la compagnie à la ruine dans un contexte de concurrence accrue avec la compagnie Fraissinet et a perte des appuis politiques après la chute de Napoléon III (il aurait par exemple joué et perdu un des navires de sa compagnie en une partie de cartes imprudente).
C'est cet héritier prodigue, naufrageur d' un empire familial, qui a laissé une trace dans le folklore corse par un proverbe, encore en usage actuellement : "Ancu Valéry s' ha fermatu " (Même Valéry, il a bien fallu qu'il s'arrête), équivalent en dialecte corse du proverbe "les meilleurs choses ont une fin" ou encore du Sic transit Gloria Mundi des romains.

## La Compagnie Valéry: ses réussites, ses appuis, ses navires, ses naufrages, son déclin, sa chute.
NB : Les informations de ce paragraphe sont tirées (sauf indications contraires) du livre de Charles Finidori, ancien officier de marine marchande et historiographe des liaisons Corse-Continent cité au paragraphe "sources", publié à Ajaccio (Ed A. Piazzola) et vendu au profit de la recherche contre le cancer ( Cf Infra )

### Une entreprise Pionnière
C'est en 1840 que les deux frères, Jean Mathieu et Joseph Valery (père et oncle du comte Joseph Valery), marins armateurs du cap Corse (Brando) fondent la société Valery Frères,, au capital de 60 000 Napoléons c.a.d 1 200 000 Francs or pour armer des navires à vapeur essentiellement destiné au transport entre Livourne et Bastia de "Lucchesi" (travailleurs agricoles saisonniers originaires de Lucques, dans ce qui n'est pas encore l'Italie ).
Les liaisons avec la France continentale sont alors effectuées depuis Marseille par des navires de L'Etat (Comme le Phase et plus tard le Napoléon, premier navire français à hélice construit au Havre par Augustin Normand et dont le prince de Joinville, officier de marine moderniste vint suivre la construction).
Une autre compagnie, privée, celle là, opère depuis Toulon, c'est l'armement Gérard, avec des bateaux construits par les chantiers Benet à La Ciotat.
L'entreprise des frères Valery est donc passablement avant-gardiste, si on se souvient que le premier vapeur à roues anglais réellement pratique et rentable (le Comet) date de 1812 et la traversée (de justesse) de la Manche par un navire à vapeur, normalement fluvial, (L 'Elise, ex Margery, anglais) de 1816.
La Compagnie Valery a d'ailleurs de la concurrence : celle des armateurs Begnini frères de Bastia qu'elle absorbera en 1844.. A cette date la compagnie Valéry possède cinq navires à vapeur (roues à aubes) le Télégraphe, le Golo, l'Ambassadeur Pozzo di Borgo,le Maréchal Sebastiani et le Letitzia ; Le choix des noms couvre habilement l'arc politique de l'époque (Pozzo di Borgo est un ennemi juré du parti bonapartiste, Sebastiani un ministre de Louis Philippe, général napoléonien rallié à la monarchie de Juillet...et Letitzia désigne évidemment la mère de Napoléon).
L'affaire est hautement rentable, mais déjà des points noirs apparaissent : Les pauvres travailleurs Lucquois sont entassés par centaines à bord de ces navires d'une qui jaugent une trentaine de tonneaux pour des longueurs entre 28 et 35 mètres...équipés de machines d'une puissance que l'on jugerait ridicule de nos jours, entre 28 et 60 chevaux-vapeur, ce qu'on trouve actuellement sur des canots de plaisance de 5 ou 6 mètres.
Le gouvernement de Louis-Philippe en est d'ailleurs conscient (son fils, le prince de Joinville, officier de marine jeune et moderniste, est un expert en matière de propulsion par la vapeur). Le gouvernement crée une commission de surveillance des navires à vapeur et édite des ordonnances de sécurité portant sur la maintenance des navires et les limites du nombre de passagers pour un navire donné.
En 1846, premier drame, et première commission d'enquête: La chaudière du Maréchal Sebastiani (pourtant à basse pression, 2 atmosphères) explose et tue le mécanicien et plusieurs soutiers. Les conclusions seront sévères : tôle de chaudières rongées par la rouille (épaisseur diminuée de plus de moitié) soupapes de sécurité rendues inopérantes (corrosion) absence de niveau d'eau ou de manomètre fonctionnel. Le navire, construit à Nantes en 1843 fera d'ailleurs naufrage en 1851 près de Campomoro. L'entassement des passagers sur les navires de la compagnie Valery occasionnera d'ailleurs des interpellations au parlement à Paris.
Avec a Révolution de 1848 la donne politique va changer, et plus encore lorsque le président de la République, Louis Napoléon Bonaparte commettra un coup d'Etat et instaurera le second empire, en décembre 1851.

### Des appuis politiques puissants
Entre 1845 et 1848, les Valery, entrepreneurs ambitieux visent le service du courrier (subventionné) et des passagers entre Corse et Marseille, qui est alors assuré par des marins de l'Etat...qui font pression pour continuer d'assurer le service de continuité territoriale. Cible de ce qu'on appellerait aujourd'hui du lobbying, le conseil municipal de Bastia est en plein conflit d'intérêts : Pas moins de huit de ses membres sont actionnaires de la Compagnie Valéry...ils s'abstiennent tandis que les autres votent par solidarité pour un troisième navire (de l'armement Valery) sur la ligne de Marseille...mais, détail important, émettent le souhait "qu'il importerait que le courrier du Paquebot de l'Etat soit maintenu". Les marins de l'État maintiennent, eux que les paquebots de l'État sont plus sûrs, et le 15 février 1849 le conseil municipal de Bastia leur donne raison-contre la compagnie Valery – par dix-huit suffrages contre sept – et demande, dans la même résolution, une diminution du prix du transport des passagers de 2e et 3e classe. Mais l'avènement du Second Empire et de Napoléon III change la donne et à partir de 1851 la Compagnie Valery obtient le monopole du trafic Continent Corse, et une subvention généreuse.
Avec l'expansion de la compagnie viennent des navires plus ambitieux, comme le Comte de Paris, à roues à aubes (pales articulées) de 43 Mètres et 247 tonneaux TJB qui sera rebaptisé, politique oblige, Courrier de Bastia après 1848 et surtout le Bonaparte, premier paquebot à hélice de la compagnie, construit en 1845 Chez Benet à La Ciotat 175 Tx de Jauge Brute et 100 CV de puissance. Il n'aura qu'une très courte carrière car éperonné en octobre 1847 par le Comte de Paris (de la même compagnie) qui venant à contre-bord, aborde et coule le Bonaparte à dix milles dans le Sud Ouest de l'île de Capraia. Le Comte de Paris porte assistance et on ne déplorera que trois noyés.

### Second Empire: La période faste...mais contrastée
Le Second empire est la période faste de la Compagnie Valery. Jean Joseph Valery, dynamique et ambitieux, âgé de 28 ans, est entré à la direction de la compagnie en 1854 qui devient alors Compagnie Valery Frères et fils. Jean Joseph Valery sera président de la chambre de commerce de Bastia de 1859 à 1877 et élu sénateur (bonapartiste) de la Corse en1875.
Cependant les mauvaises habitudes ne se perdent pas, les navires sont toujours surchargés de Lucquois (le maire de Bastia, le Dr Piccioni en compte 1200 débarqués à Bastia pour une seule journée de septembre 1867) La commission de contrôle a cependant fixé des limites de nombre de passagers (Par exemple 328 sur le Télégraphe de 28 M de long et 53 tonneaux ou 453 sur le Letitzia de 100Tx et 60 CV ...ce qui est énorme par rapport aux jauges actuelles des navires à passagers )...mais même ces normes à la limite du laxisme ne sont guère respectées.
Le service du courrier sur les navires de l'Etat cesse en 1850 à la suite d'un projet de loi qui accorde le monopole postal à la Compagnie Valery pour dix ans assortie d'une subvention de 250 000 Francs or par an. Ajaccio, Bastia et Calvi sont les ports d'escale en Corse mais Ile Rousse s'estime lésée et intrigue pour avoir aussi une escale. Les traversées durent de vingt quatre à trente heures (les car ferries de nuit actuels mettent une grosse dizaine d'heures et les véloces et gourmands NGV des années 1990-2000 mettaient seulement trois heures au prix d'une consommation de fuel gargantuesque). Les prix des billets sont jugés-sans surprise- trop élevés, l'Etat tente de règlementer le tarif, sans grand succès, si ce n'est que la Compagnie Valéry finit quand même par abaisser ses taux de fret marchandises.
Les bénéfices sont apparemment plantureux : la famille Valery se fait construire un impressionnant Hôtel particulier en style néoclassique (architecte Poggi, de Florence) à l'angle de la rue Abatucci et du boulevard Paoli (les "Champs Elysées de Bastia") après la déconfiture de la compagnie, il sera racheté à la famille Valéry par l'administration des postes en 1910, et détruit vers 1959. Des bureaux tout aussi fastueux sont installés à l'angle Sud Ouest de la place Saint-Nicolas au croisement de la rue Napoléon et de la rue du Général de Gaulle et de la rue Miot.
A Marseille la compagnie Valery possède de grands entrepôts et hangars de maintenance sur le quai de la Joliette, dans un style plus italianisant et décoré que les austères mais plus fonctionnels entrepôts de la Compagnie générale transatlantique immédiatement à leur gauche, vus de la mer. Ils seront rachetés par la "Transat" lorsque cette dernière supplantera la Compagnie Valéry sur les lignes d'Algérie au début de la IIIe République.
Lors de polémiques par journaux corses interposés, la compagnie Valéry, accusée de pratiquer des services trop coûteux au regard des subventions et du rapport qualité-prix du service rendu se défend en invoquant son implantation corse et en mettant en avant les salaires généreux et la caisse de retraite bien garnie qui sont socialement en avance sur l'époque.
Cette affirmation, sans être fausse, est peut-être à nuancer : capitaines, officiers et marins de la compagnie Valery sont majoritairement corses et issus du Cap-Corse ("l'île dans l'île" d'après son slogan touristique), une micro région corse plus tournée vers la mer que le reste de l'ile, plus agro-pastorale, et qui a une très réelle tradition maritime...mais qui est aussi le fief électoral de la famille Valéry, la générosité sociale de la compagnie Valéry peut aussi relever d'une forme de clientélisme politique.
La traditionnelle opposition entre la Haute Corse et la Corse du Sud, bi-départementale (Golo et Liamone) à la Révolution de 1789, réunifiée sous le Premier Empire, puis à nouveau bi-départementalisée à partir de 1976, fait que les critiques par voie de presse au sujet de la Compagnie Valéry émanent souvent d'Ajaccio.
Au-delà des critiques, un groupe d'investisseurs ajacciens lance en 1857 une compagnie concurrente de paquebots à vapeur (Compagnie Ajaccienne des bateaux à vapeur) sous la direction de Mr Pierre Zevaco.
Un vapeur de 52 mètres, 300 TJB et 112 CV de puissance aux élégantes et étroites formes de clipper, donnant 11 noeuds aux essais est commandé dans un chantier écossais (A cette époque la construction navale écossaise domine le secteur et les Chantiers de Penhoët, actuels Chantiers de l' Atlantique crées par les Frères Péreire comme filiale de la Compagnie Générale Transatlantique, ont été mis sur pied vers 1860 par les ingénieurs écossais du chantier Scott, fournisseurs notamment de la seconde et troisième génération de navires de la Cie Valéry.)
Baptisé Impératrice Eugénie, le navire ajaccien s'avère efficace et rentable...mais bien esseulé. La compagnie Ajaccienne envisage d'acquérir d'autres navires à travers une augmentation de capital, mais très vite,des dissensions se font jour au sein de l'actionnariat ajaccien....et c'est la compagnie Valéry, qui, sans grande surprise rafla la mise en absorbant sa concurrente ajaccienne et en incorporant à sa flotte l'Impératrice Eugénie, rebaptisé Paul Riquet après la chute du second empire, qui fera naufrage près de Port-Vendres en 1889, après la faillite de la Cie Valéry.
Autre aspect de cette "opposition ajaccienne" : les commissions de sécurité. En Novembre 1853, le paquebot poste Le Bastia de la Cie Valéry se trouve en grande difficulté à 30 milles au NE d'Ajaccio. C'est un bateau à roues à aubes équipé d'aubes mobiles (permettant une efficacité hydrodynamique bien supérieure à une simple "roue de moulin" à pales fixes mais nécessitant un excentrique en forme d'étoile -dénommé "star system" en Angleterre- et des biellettes articulées qui permettent aux pales de travailler verticalement sur tout le demi-cercle immergé). Ce système mécaniquement complexe exige un entretien sans faille.
Par Force 7 et mer formée l'excentrique de la roue bâbord casse et il faut stopper la machine pour tenter de désolidariser la roue tribord, intacte, de la roue bâbord avariée. Le navire est le jouet des flots, à la dérive et ballotté inconfortablement. L'eau monte dans les cales (presque 1 mètre) et les passagers exempts du mal de mer se relaient pour une épuisante corvée de manoeuvre des pompes de cale manuelles. Assez vite les pompes recrachent ...de l'eau bouillante...et pour cause, les chaudières déformées par la dilatation-contraction du métal fuient dans la cale (mais une panique s'est développée à bord certains soupçonnant un incendie dans les cales). Le démontage des boulons de bielle du cylindre correspondant à la roue endommagée est une calamité pour les mécaniciens (il y a un blessé grave) tant les écrous sont rouillés et grippés. Après avoir frôlé le naufrage, le Bastia se traîne jusqu'à Ajaccio avec sa seule roue valide et ses voiles de secours...et, sans surprise, c'est un tollé général dans la presse locale, qui déclenche l'intervention d'une commission de sécurité (prévue par les lois édictées sous Louis Philippe).
La commission est élogieuse pour la gestion de crise par le capitaine, le timonier et l'équipage...mais factuelle et impitoyable concernant l'état de la machine, des chaudières et du calfatage de la coque : aucun graissage autre que celui des bielles et du vilebrequin n'a jamais été effectué (il faut 6 heures de travail pour extraire le dernier boulon d'excentrique intact afin de le faire copier par un tourneur) tôles de chaudières affaiblies et mal jointes, tubes de chaudière hors service simplement bouchés au lieu d'être remplacés par des dépôts de sel abondants dans le corps de chaudière, cloison de la soute à charbon émiettée par la rouille, locaux passagers malpropres, ligne de flottaison réglementaire non marquée, calfatage défectueux, permis de navigation resté à Marseille (où les commissions de sécurité sont plus laxistes avec la compagnie Valéry, pourvoyeuse d'emplois locaux), le tout sur un navire -en bois- relativement récent (construit à Bordeaux en 1843 et acquis par la Cie Valéry en 1850).
Le Bastia est immobilisé 15 jours à Ajaccio et autorisé à rentrer à Marseille sans fret ni passagers avec obligation de faire des réparations sérieuses.
Toutefois, les leçons de l'expérience n'ont guère été retenues; En novembre 1861, le même navire doit relâcher, en avaries, à Ajaccio et une nouvelle commission de sécurité constate le même genre de faits : roue bâbord avariée (rayons amincis par la corrosion et faussés chaudière bien fatiguée (son timbre officiel d'épreuve est de 2,5 atmosphères mais les fuites -et la plus élémentaire prudence- empêchent d'atteindre 1,2 atmosphères, réparations incomplètes à Marseille, jeu excessif dans les coussinets des bielles...et donc suspend à nouveau le permis de navigation du Bastia (revendu en 1880 il se perdra par échouage à Bône en 1900).
En 1862, le "Petit Poucet" de la Compagnie Valéry, le vapeur Petit Mousse (construit à Livourne, ex Isabella, 24 mètres, 100 TJB,45 Chevaux) est à son tour immobilisé à Ajaccio.
La commission de sécurité, à laquelle se sont adjoints des officiers mécaniciens du cuirassé Bretagne de la Marine impériale, en escale à Ajaccio visite le navire et lui retirera sa licence de navigation. L'avarie a été spectaculaire, la cheminée du navire crachant brutalement un geyser d'eau et de vapeur bouillante. Il y a eu deux morts, deux soutiers grièvement brûlés par la vapeur, décédés à bord du navire venu à la rescousse. Les tôles du coffre de vapeur, sur le dessus de la chaudière, corrodées à 70 % de leur épaisseur minimale ont éclaté...les soupapes de sécurité n'ont servi à rien car tarées pour une chaudière en bon état.
Des réparations avaient bien été effectuées à Marseille (changement partiel de tôles de chaudière, l'avarie survenant évidemment à la jonction des tôles neuves et des anciennes) mais aucun essai n'avait été effectué, le permis de navigation restant valide...

### Naufrages
De telles pratiques de maintenance sont nuisibles à la sécurité et la Compagnie Valery va connaître son lot de naufrages, certains dramatiques, même si pas nécessairement liés à la maintenance. Il est vrai que la navigation à vapeur est un domaine nouveau au milieu du XIXe siècle et que certains calculs d'ingénieurs sont démentis par la brutalité de la mer : Le fameux Great Eastern dû au génial ingénieur anglais (d'origine normande) Isambard Brunel connaîtra des explosions de chaudières, perdra ses roues à aubes et presque son gouvernail dans une tempête effroyable. Certains prestigieux paquebots de la French Line connaîtront des ruptures d'arbres d'hélice avec les déformations de la coque dans la monstrueuse houle atlantique, mais le taux d'accidents des navires de la Cie Valéry reste plutôt important : La compagnie a possédé au cours de son existence, entre 1843 et 1883 un total de 46 navires dont pas moins de 21 ont été perdus par "fortune de mer" (abordage, incendie, échouage, naufrage...).
Il est vrai que huit de ces naufrages ont eu lieu après revente due à la faillite finale de 1883, mais deux l'ont été par avarie liée à la maintenance sous le pavillon de la compagnie Morelli (ancien cadre de la Cie Valéry qui tenta une continuation avec le reste des actifs -bien fatigués- de la Cie Valery) Le Jean Mathieu se perd sur un écueil près de Girolata à la suite de la rupture de la drosse (la chaîne reliant la roue de gouvernail à la barre du safran) et le Comte Joseph Valery fait naufrage le 5 janvier 1892 à Barcaggio la rupture de l'arbre d'hélice ayant entraîné une voie d'eau (il y a un mort, écrasé entre le flanc du navire et la chaloupe de sauvetage, nommé Natali, natif de Nonza, victime du devoir...électoral, car revenu en Corse pour participer aux élections municipales, un ex-voto est visible à l'église de Lavasina, église vouée aux marins. Ces épaves sont connues des plongeurs récréatifs .
Il est aussi à remarquer que contrairement à d'autres compagnies maritimes, la Cie Valery n'a pas fonctionné en temps de guerre (disparue avant 14 - 18) et n'a donc connu ni mines marines ni torpilles de sous-marins.
Les deux naufrages les plus célèbres (mais il en existe un plus meurtrier, Cf Infra) seront celui de la Louise (261 TJB, 55 mètres 120 CV) le 23 février 1860 et l'abordage du Général Abbatucci, coulé par un brick à voile norvégien le 7 mai 1869.
Par tempête de vent d'Est, le navire La Louise se présente à la passe d'entrée de Bastia balayée par les déferlantes et manque à gouverner, s'échouant contre la jetée à l' entrée même du port pour être rapidement disloquée par la puissance des déferlantes. Sur les 84 passagers et hommes d'équipage à bord il n'y aura que 34 survivants dont certains, réfugiés dans les haubans seront balayés par la mer sauf trois sauvés grâce au courage et au professionnalisme de trois marins bastiais venus les secourir avec un petit canot à avirons. à terre des sauveteurs bénévoles feront l'impossible pour tenter de secourir les naufragés qu'il voient mourir si près du rivage Détail navrant on compte vingt-huit victimes (dont des enfants) membres d'une troupe de théâtre de mime italienne venue se produire à Bastia.
L'ancre de la Louise a été récupérée lors des travaux préliminaires du tunnel sous le vieux port de Bastia et est exposée au lycée maritime.
Le naufrage de la Louise a eu un témoin célèbre : Alphonse Daudet alors en visite touristique en Corse, qui a assisté à des scènes atroces depuis la terrasse de son hôtel sur le front de mer de Bastia : ....Je me rappelais qu'il y a dix ans, par une nuit semblable, j'étais sur la terrasse d'une hôtellerie de Bastia à écouter une canonnade funèbre que la mer nous envoyait ainsi, comme un cri perdu d'agonie et de colère. Cela dura toute la nuit ; puis au matin, on trouvait sur la plage, dans une mêlée de mâts rompus et de voiles, des souliers à bouffettes claires, une botte d'Arlequin et des tas de haillons pailletés d'or, enrubannés, tout ruisselants d'eau de mer, barbouillés de sang et de vase. C'était, comme je l'appris plus tard ce qui restait du naufrage de La Louise un grand paquebot venant de Livourne à Bastia avec une troupe de mimes italiens. (Journal d'un homme de lettres Champrosay 1871)
Autre naufrage célèbre d'un navire de la Cie Valéry mais où bien peu d'actes de sauvetage héroïques sont à rapporter : Le Général Abbatucci (282 Tx de Jauge nette., 57mètres 120 CV ) capitaine Nicolaï est abordé par un brick (voilier à 2 mâts) norvégien l'Edvard Hwidt, capitaine Jonas Jensen le 7 mai 1869 par un temps de crachin obérant la visibilité.
L'Abbatucci effectue le trajet de Marseille à Civitavecchia et Naples, via Bastia : Il transporte de nombreux soldats français appartenant aux zouaves pontificaux et à,la Légion d' Antibes dans un contexte bien particulier : les convulsions politico-militaires de l'unité italienne et les derniers temps des États pontificaux. (Napoléon III, sympathisant de la cause de l'unification italienne, par conviction politique, mais aussi par l'influence de la comtesse de Castiglione, envoyée par Cavour à la cour impériale comme "ambassadrice de charme", refuse cependant l'annexion de la région du Latium et de Rome où le pouvoir papal temporel s'exerce sur un territoire qui se réduit comme peau de chagrin et ne résiste que grâce à l'appui des armées françaises à l'incorporation dans le royaume d'Italie de Victor Emmanuel II de Savoie ) .
Outre les soldats pontificaux et les passagers civils, le navire transporte un immense trésor : la paye des soldats français (en monnaie d'or) des aides financières de la France aux états du Vatican (toujours en monnaies d'or) et des cadeaux de la France au Vatican (articles de bijouterie en or dont de très nombreuses montres de gousset, chaines pendentifs bracelets et objets de piété.
Jean Jérôme Valéry entretient d'excellents rapport avec le Vatican (il fera don d'un navire neuf au pape Pie IX pour le remercier de son titre de comte romain, il n'est donc pas étonnant que ce soit un navire de sa compagnie qui assure ce transport ô combien important pour les États pontificaux.
Alors que son navire est à une trentaine de milles de Calvi par temps bouché et pluie fine, dans les dernières heures de la nuit, le capitaine Nicolaï, trempé, descend quelques instants dans la cabine pour se réchauffer et se changer, laissant le soin à son second, Giacobbini. Il n'a guère le temps d'en profiter : le navire est violemment ébranlé par un grand choc et Nicolaï, surgissant sur le pont, constate que son navire vient d'être éperonné à l'avant par un voilier norvégien,l' Edvard Hwidt marchant tous feux éteints dans la boucaille. l'étrave de l'Abbatucci porte un trou énorme.
Nicolaï manque de se noyer en allant reconnaître l'état du poste avant et est repêché par son chef mécanicien, Mesmes, qui sera le seul à avoir une conduite héroïque, il n'hésitera pas, deux heures plus tard, à revenir à la nage dans la salle des machines à demi noyée au moment du plongeon final pour ouvrir les soupapes de la chaudière (évitant l'explosion) et stoppant la rotation de l'hélice qui tourne encore au ras de l'eau.
Après l'abordage les deux navires se sont séparés et les norvégiens, préoccupés par l'état de leur propre bateau ne sont guère empressés à porter assistance. Nicolaï ordonne à on second Giacobbini de prendre la dernière chaloupe avec deux matelots pour aller demander du secours au navire abordeur (les deux autres chaloupes de sauvetage ont été fracassées lors de l'abordage) ...
Malheureusement tous les matelots de pont, y compris le "bosco" se jettent dans la chaloupe, et abandonnent Nicolaï qui n'a plus de personnel "pont" pour tenter les mesures indispensables (colmater la brêche avec une voile formant paillet, épontiller (étayer) la cloison étanche avant qui maintient le navire à flot mais semble prête à céder, construire un radeau...il n'a même plus de timonier et doit le remplacer par un soldat débrouillard mais novice!) S'adressant à son second et à ses matelots déserteurs il a ce cri du coeur "Tas de cochons vous m'avez abandonné !".
Prenant un risque calculé, il fait remettre en marche avant pour tenter de revenir vers l'Edvard Hwidt ...qui continue de s'éloigner et où règne la confusion (voire la bagarre avec les matelots de lAbbattucci montés à son bord), il réussit par deux fois à l'aborder mais personne ne veut prendre les amarres pour tenir proches les deux navires le temps du transbordement (la houle faible mais pas nulle n'arrange pas cet accostage de la dernière chance). la chaloupe de lAbbattucci a été perdue, et le capitaine norvégien refuse mordicus de mettre à l'eau la sienne, vu les avaries de son propre navire (qui rejoindra cependant un port italien).
La cloison étanche finit par céder sous l'effort de la marche avant, Nicolaî tente un dernier accostage en battant arrière avec les derniers souffles de la machine qui s'inonde rapidement, puis crie "sauve qui peut", se jetant à l'eau "pour donner l'exemple" tandis que les passagers qui n'ont pas pu embarquer sur le voilier norvégien prient sur la dunette...puis s'engloutissent avec le navire.
Pour ceux qui ont pu surnager accrochés à des vergues, des avirons ou tout autre objet flottant, le salut viendra d'un autre voilier norvégien, l' "Embla" qui repêchera Nicolaï, son chef mécanicien et quelques soldats et passagers trempés et transis (on est au début avril et l'eau st encore fraîche, même sur les rivages de la Corse.)
Le bilan est lourd: 54 morts (dont des femmes et des enfants, abandonnés à bord, contrairement aux lois de la mer). Un procès retentissant aura lieu à Marseille (où le capitaine norvégien Jonas Jensen s'abstiendra prudemment de paraître, se contentant d'envoyer un rapport de mer assez peu impartial).
Nicolaï se défendra comme un beau diable, assisté de son avocat (les minutes du procès et des plaidoiries, dans le style très emphatique de l'époque sont de véritables "morceaux de bravoure" oratoires)...au final Nicolaï sera condamné assez légèrement (2 mois de prison avec sursis et une amende) puis acquitté en appel tandis que le second, Giacobbini et le "bosco" (Maître d'équipage) dont la défense a surtout consisté à blâmer la mauvaise volonté de l'équipage du brick norvégien écoperont de peines plus lourdes (deux ans de prison).
Le chef mécanicien Mesmes sera félicité par le tribunal et le soldat Delphin Paillard, le timonier improvisé, sera décoré par la hiérarchie militaire.
L'affaire, furieusement médiatisée à Paris, à Marseille et en Corse a fait un tort considérable à la réputation de la compagnie Valéry, alors même que dans la circonstance elle ne porte pas la responsabilité initiale de l'accident dans un enchaînement de circonstances qui évoque la" loi de Murphy".
La tragédie, oubliée ensuite dans l'enchaînement de la guerre de 1870, de l'annexion des États pontificaux, puis de la Guerre de 14-18 ressortira cependant plus d'un siècle plus tard : l'épave, qui gît à la profondeur vertigineuse de 2700 m est retrouvée en 1997 par un navire d'exploration, et récupération britannique, le Deep Worker, spécialement affrêté, après des recherches archivistiques poussées, par une société dénommée Blue Water recoveries LTD : Disposant du nec plus ultra de la technique (Magnétomètre à protons, Sonar à balayage latéral, équipements informatiques de cartographie sonar, positionnement GPS différentiel, robots filoguidés...) l'équipe britannique finit par repérer l'épave de l'Abbatucci (après en avoir découvert plusieurs autres). Les équipes de la Deep Water Recovery parviendront à récupérer de très nombreuses monnaies d'or, des bijoux des montres et des artefacts qui seront traités par électrolyse inverse dans les laboratoires de l'EDF retrouvant ainsi leur éclat original. De la porcelaine (celle du bord comme celle de la cargaison) est également remontée
L'affaire se conclut par une retentissante vente aux enchères dans les locaux de Christie's à Londres.
Tragique également, le naufrage de l'Oncle Joseph en 1880. Ce navire dont le nom rendait hommage à l'un des frères fondateurs de la Compagnie (65,50 M, 850 TJB 380 CV construit en Ecosse en 1866 par Scott ) entre en collision devant le port de la Spezia avec le navire italien Ortiglia. C'est le naufrage le plus meurtrier de la flotte Valéry mais il est moins connu, probablement parce que les victimes sont en écrasante majorité des pauvres émigrants italiens en transit pour embarquer à Gênes sur un gros paquebot en partance pour Rio de Janeiro. L'Ortiglia est considéré par les italiens comme un navire "maudit" ou frappé du "mauvais oeil" car impliqué dans des abordages meurtriers avec pas moins de 5 navires causant la perte de plus de 400 vies humaines.
Parmi les autres naufrages moins tragiques on compte: L'Ambassadeur Pozzo di Borgo (28 tonneaux et 28CV) à l'anse de Scalone près de Capo di Muro (1851) le Bonaparte (à hélice et presque neuf 175 TJV 100CV par abordage avec le Comte de Paris de la même compagnie en 1847, le Progrès (50 M de long, 380 TJB, 120 CV près de l'île d'Asinara (Nord Ouest Sardaigne) le 12 Nov.1868, L'Impératrice Eugénie (ex compagnie Ajaccienne, puis Valery, puis Morelli) à ¨port Vendres en 1889 Le Prince Pierre Bonaparte (un navire récent, lancé en 1861 42m 210 TJB 120 CV) coulé par abordage avec l'aviso Latouche Tréville de la Marine militaire impériale le 17 février 1869 au large de Toulon, 16 morts, 30 rescapés), L'Evènement, lancé en 1862 (378 TJB 56 Mètres, 120 CV) Passé sous pavillon Morelli après la faillite Valéry naufrage aux Iles Lavezzi, restes mélangés avec l'épave de la Sémillante, l'Ajaccio (construit en 1873 chez Scott, 75m 1084TJB 1050CV se perdra par échouage au Pharo devant Marseille (mais il n'est plus sous pavillon Valéry, tout comme le Bastia, Ex Valéry échoué sur le cap Carbon près de Bône Algérie en 1900) L'Immaculée conception (Navire "donné" au pape Pie IX en 1872 (75 M Chantier Scott & C° Greenock 1872 1075 TJB 1050Cv naufragé le 10 Juin 1884 par échouage près de Bône (Algérie), le Maréchal Canrobert (sistership de L'immaculée Conception), perdu le 7juillet 1892 par abordage avec le cuirassé Hoche de la Marine Nationale (pourvu d'un monstrueux éperon suivant les habitudes navales de l'époque) près du phare du Planier (période post faillite Valéry), Le Mohammed Es Sadok (sistership des précédents construit en 1873 à Greenock, perdu par échouage le 22 décembre 1886 sur le trajet Port Vendres Alger (post liquidation ) Le Ville de Malaga construit en 1870 à Renfrew sur la Clyde pour un armateur havrais est entré dans la flotte Valéry en 1882, à la veille de sa faillite, passé sous pavillon du repreneur François Morelli (ex cadre de la Compagnie Valéry,où il était chargé de l'hôtellerie-restauration, catering pour les anglais), à son tour sénateur de la Corse, il coule près de Gênes au Cap Noli le 16 septembre 1885.La Compagnie Morelli est mise en liquidation judiciaire en 1895.
Le Picardie (ex Albany) construit en 1865 à Sunderland par le chantier James Laing & sons est un cas particulier: acheté par la Cie Valéry en 1876, il aurait été "perdu" par cette dernière au cours d'une partie de cartes entre l'un des frères Pereire et l'héritier prodigue Jean Mathieu Valéry en 1880. mais la Compagnie Pereire n'en profitera guère, elle perd pour de bon ce navire en 1883 à Terre Neuve dans une tempête.

### Fin du Second Empire, III° République: concurrence, fuite en avant, déclin et chute de la compagnie Valéry
Après la défaite de Sedan, la chute du Second Empire, la perte de l'Alsace Lorraine et les convulsions de la Commune de Paris et la proclamation (de justesse) de la III° République, la donne politique a totalement changé et cela concerne très directement la Compagnie Valéry dont le dirigeant principal était très présent à Paris, au Sénat et dans les cercles du pouvoir.
Napoléon III était très réceptif à tout ce qui concernait le développement de la Corse : Le nouveau port de Bastia, l'extension du port d'Ajaccio, les fortifications de Bonifacio, l'implantation permanente de la Marine de Guerre à Ajaccio et Bonifacio, la timide industrialisation (forges de Brando, mine de l'Argentella, recherche de filons amiantifères..), les grandes routes, le chemin de fer Ajaccio-Bastia,avec ses lignes annexes (Calvi et la branche disparue vers Porto-Vecchio et Bonifacio) les phares et le réseau de sémaphores sont autant de projets décidés, impulsés, et en partie réalisés sous Napoléon III et la Compagnie Valéry, pionnière en son secteur et très implantée dans la politique locale (toutes tendances confondues) s'inscrivait dans ce schéma.
Napoléon III renversé, Jean-Joseph Valéry va devoir composer avec une "météo" financière et politique beaucoup moins favorable.
Le service postal Corse-Continent a fonctionné au ralenti durant la guerre de 1870 (une seule rotation hebdomadaire Bastia-Marseille) et ce fait est ressenti défavorablement à Marseille et en Corse. Des remous et des polémiques se font jour au sein de la Chambre de Commerce et d'Industrie de Marseille en 1872 concernant les tarifs élevés pour les passagers et le fret pratiqués par la Cie Valéry...alors qu'ils sont subventionnés et que par ailleurs sur les lignes non subventionnées (Italie, Sardaigne) ils sont 40 % moins chers que sur la Corse.
En 1873 La compagnie Valéry perd cet avantage et se voit concurrencée dans son propre fief lorsqu'à l'occasion du renouvellement des adjudications du service postal maritime (qui inclut désormais Nice, rattachée par plébiscite à la France), c'est la compagnie Fraissinet de Marseille qui remporte le marché avec une subvention de "seulement" 375 000 francs or (comparés aux 650 000 Francs or de la subvention touchée précédemment parla Cie Valéry). Désormais, la Compagnie Valéry et la compagnie Fraissinet sont en concurrence sur la desserte de la Corse et doivent faire assaut de prestations pour s'attribuer la meilleure "part du gâteau", ce qui ne va pas sans polémiques par voie de presse
Jean Joseph Valéry joue alors son va-tout en soumissionnant pour la desserte de l'Algérie qui est abandonnée par les Messageries impériales (rebaptisées Messageries maritimes après 1871) qui se recentrent sur le commerce au delà de Suez et vers l'extrême-orient et l'Indochine française et au delà, vers le Pacifique. Tout comme la Compagnie générale transatlantique des frères Péreire qui a des liens capitalistiques forts avec les Chantiers de Penhoët, les Messageries maritimes ont leurs propres chantiers de construction navale, ce qui leur garantit des fournitures de navires neufs au meilleurs prix et permet d'écrêter les crises cycliques propres au transport maritime, un avantage que ne possèdent ni la Compagnie Valéry, ni la Compagnie Fraissinet (qui,elle, a l'avantage d'un puissant réseau de lignes vers l'Afrique noire.)
Dans le dernier tiers du XIXe siècle, le transport maritime est devenu une entreprise capitaliste presque mondialisée, l'intégration des chantiers aux compagnies de navigation est une forme de concentration verticale d'entreprises, les capitaux en jeux sont énormes et une entreprise comme celle des frères Pereire (présents dans la finance, l'immobilier, les chemins de fer, la construction navale en plus du transport maritime) est mieux armée que la Compagnie Valéry, qui, cependant, remporte en 1873 l'adjudication pour les services de desserte de l'Algérie avec à la clef une subvention de 910 000 Francs or (les Messageries impériales étaient subventionnées à hauteur de 2 millions de francs, mais après la guerre de 1870 et la ponction de six milliards de francs or imposée par la Prusse de Bismarck, la France doit faire des économies).
Huit paquebots neufs (tous sister-ships 75M de long, 9 de large, 1200 TJB, machine "Compound" à 2 cylindres de 1050CV vitesse 13 noeuds) sont commandés en Ecosse chez Scott à Greenock, une commande difficile à absorber, même pour ce grand chantier naval.
Ils sont dénommés Bastia, Ajaccio,le Corse, l'Afrique,l'Immaculée Conception, le Maréchal Canrobert,Mohamed es Sadock et lou Cettori (Le Sétois la compagnie Valéry ayant une escale à Sète et aussi des attaches familiales).
Les difficultés de financements, les retards de livraison, les procès (gagnés à Paris, perdus en Angleterre, le chantier Scott retenant les deux derniers navires pourtant payés à 50 %, assortis à l'obligation de verser une provision de 40 000 livres sterling) vont, malgré des reports d'obligations de résultats faire que la stratégie de va-tout (ou de fuite en avant) sur le contrat algérien vire à la débandade financière pour la compagnie Valéry, dont le directeur, le comte Valéry, est usé et malade.
Le contrat algérien est dénoncé par l'état fin décembre 1878 et Jean Joseph Valéry meurt à Florence en mars 1879. Son fils ainé (et ô combien prodigue) Jean Mathieu Valery mène, vent arrière et rochers droit devant, ce qui reste de la compagnie vers la faillite. Au quotidien la gestion est assurée par François Morelli : Celui ci n'a pas de tradition maritime (contrairement aux fondateurs). Originaire du centre de la Corse (Bocognano) et précédemment responsable des aspects "hôteliers" du transport maritime au sein de la Cie Valéry, il gère petitement ce qui reste de la compagnie (Les bateaux destinés au trafic algérien ont été rachetés à vil prix en 1879 par la Compagnie Pereire, nouvelle adjudicataire sur l'Afrique du Nord, ainsi que la base technique des quais de La Joliette, afin de payer les échéances criantes de la Compagnie Valéry.
Sur les lignes de Corse Fraissinet et Valéry se partagent par moitié les rotations sur la Corse (mais Fraissinet assure les deux tiers sur Bastia contre 1/3 pour Valéry, pour un total de 664 mouvements de navire sur l'année 1875 (statistique du ministère de la Marine).
La Compagnie Valéry est formellement liquidée en 1883 et sa continuatrice, la Compagnie Morelli (dont le directeur délaissait la gestion au profit de sa carrière politique) sera liquidée en 1893 après le très symbolique naufrage du navire Comte Joseph Valéry, qui portait le nom de son grand animateur à Barcaggio en Janvier 1892 sur rupture de l'arbre d'hélice (âge et mauvaise maintenance). La Compagnie Morelli avait tenté un ultime sursaut en récupérant brièvement la concession postale Corse-Sardaigne et en tentant d'obtenir la concession postale de l'île d'Haïti, une entreprise qui tourna court et se solda par une perte sèche.

## Source
- « Jean Valery », dans Adolphe Robert et Gaston Cougny, Dictionnaire des parlementaires français, Edgar Bourloton, 1889-1891 [détail de l’édition]
- La "Compagnie Valery Frères et Fils, armateurs cap-corsins" de Charles Finidori Editions Alain Piazzola Ajaccio 2008  (ISBN 978-2-915410-71-6), ouvrage de référence contenant les biographies des dirigeants de la compagnie, la carrière de leurs navires et les vicissitudes économiques de leur entreprise, de 1840 à 1883